# 固故利巴
固故利巴(梵文：Kukkuripa)，印度大乘密宗人士，八十四成就者之一。

## 簡介
固故利巴是來自卡比拉薩故鹿(Kapilavastu)的婆羅門，因為對密乘生起信心，於是修持瑜珈行，每日化緣乞食。某天，在往藍毗尼城(Lumbini)的路上，碰到一隻快餓死的母狗，因為生起慈悲心，於是尋覓一個山洞，當他外出行乞時，就把狗留在山洞內。
十二年之後，他證得世俗成就，擁有神通，被天神邀請到三十三天接受供養。此番離去，他將狗留在山洞，沒人餵養牠食物，但狗兒只要一挖地，就會變出食物和飲水，因此牠就停留在山洞裡。
雖然天神紛紛獻供，但固故利巴想起以前養的狗，便返回山洞，結果小狗化為空行母，授予他雙運最高教法，於是他獲得最高成就，之後與一群卡比拉薩故鹿城的人一同前往淨土。